# 池広一夫
池広 一夫（いけひろ かずお、1929年10月25日 - ）は、日本の映画監督。脚本家の石松愛弘は義弟。

## 来歴
東京府（現東京都）出身。父親は大映の重役で 製作部長・大阪支社長・東京撮影所所長などを歴任した池広利夫。東京都立千歳中学校（のちの東京都立千歳高等学校）卒業。幼少時から撮影所の近くで育ったこともあり、小学生時代には子役としての活動もしていた。立教大学経済学部在学中は「映画研究会」に属する。映画監督を志し、父親の反対を押し切り、レッドパージで加藤泰らを解雇した影響から臨時の助監督を募集していた大映京都撮影所の入社試験を受験。1950年10月付で同社に入社。同期には土井茂、黒田義之、井上昭らがいる。
助監督として森一生、溝口健二、市川崑らについた後、1960年12月に『薔薇大名』で監督デビュー。2作目の『天下あやつり組』は権力者を風刺する作品であったため、風刺を嫌い、また武州鉄道汚職事件の渦中でもあった大映社長永田雅一の怒りを買い、助監督に降格させられた。
まもなくチーフ助監督（ノンクレジット）として『大菩薩峠』で撮影した那智滝を見た市川雷蔵に能力を高く評価され、雷蔵の主演作品『沓掛時次郎』には雷蔵直々に監督に指名された。この作品は新しいタイプの股旅映画として評価され監督復帰するも、市川崑のB班監督（『破戒』『雪之丞変化』）も並行して務めている。池広は『沓掛時次郎』がなければその後の監督人生はなかったと述べ、監督に抜擢した雷蔵を恩人と評している。
1962年には、『座頭市物語』を監督することになっていたが、市川崑の希望で『破戒』のB班監督に就くことになり、降板している。
以降、勝新太郎主演『座頭市』シリーズや市川雷蔵主演『眠狂四郎』シリーズをはじめとしたプログラムピクチャーを数多く手がけ、大映時代劇の黄金期の一翼を担った。『眠狂四郎女妖剣』（1964年、シリーズ第4作）において、独自の手法で演出をするなど高評価を得てヒット作とし、シリーズが終わりを迎える可能性もあった眠狂四郎シリーズを人気作に押し上げた。
大映倒産後は、映像京都へ参加した。1971年、勝プロ作品『片足のエース』で文部省青少年映画賞最優秀賞を受賞。1972年には東京映画で、再び股旅作品『無宿人御子神の丈吉シリーズ』の三部作を撮った。以降、テレビドラマを数多く手がける傍ら、映画『化粧』を発表した。
その後、映像京都からも離れ、1990年に土曜ワイド劇場内で放送がスタートした、露口茂・主演(1996年からは片岡鶴太郎主演)『終着駅』シリーズで監督（作品によっては脚本も兼任）を務め、2022年に放送された最終作まで一貫して監督を務めた。このシリーズは自身のライフワークであると発言していた。

## 人物
自身が監督した中でのベスト映画は『ひとり狼』と『おんな極悪帖』と答えている。

## 監督作品

### 映画
- 薔薇大名（1960年）
- 花の兄弟(1961年)
- 小太刀を使う女 (1961年)
- 天下あやつり組 (1961年)
- 沓掛時次郎 (1961年)
- かげろう侍 (1961年)
- 中山七里（1962年）
- 地獄の刺客（1962年）
- 忍びの者 続・霧隠才蔵（1962年）
- 雑兵物語 (1963年)
- ど根性一代 (1963年)
- 影を斬る (1963年)
- 眠狂四郎女妖剣 (1964年)
- 座頭市千両首 (1964年)
- 座頭市あばれ凧 (1964年)
- 若親分 (1965年)
- 若親分出獄 (1965年)
- 雁（1966年）
- 新書・忍びの者 （1966年）
- 泥棒番付 （1966年）
- 若親分喧嘩状 （1966年）
- 座頭市海を渡る (1967年)
- 若親分千両肌 (1967年)
- 脱獄者 (1967年)
- 眠狂四郎無頼控 魔性の肌 (1967年)
- 尼くずれ（1968年）
- 続やくざ坊主（1968年）
- ひとり狼（1968年）
- 眠狂四郎悪女狩り（1969年）
- 眠狂四郎卍斬り（1969年）
- 殺し屋をバラせ（1969年）
- 刑務所破り（1969年）
- 秘剣破り（1969年）
- 喧嘩屋一代 どでかい奴（1970年）
- おんな極悪帖 (1970年)
- ママいつまでも生きてね（1970年）
- 片足のエース（1971年）
- 無宿人御子神の丈吉・牙は引き裂いた（1972年）
- 無宿人御子神の丈吉・川風は過去に流れた（1972年）
- 無宿人御子神の丈吉・黄昏に閃光が飛んだ（1973年）
- 化粧（1984年）

### テレビドラマ
- おらんだ左近事件帖 (1971-72) (22、25話)
- 木枯し紋次郎 1部 (1972) (5、9話)
- 眠狂四郎 (1972) (8、11話)
- 子連れ狼（日本テレビ）（1973年 - 1974年）(ファーストシーズン、2、3、26、27話) (セカンドシーズン、5、9話)
- 荒野の素浪人 セカンドシーズン ((2、4、8、24、26、27、38、39話)
- 右門捕物帖（1974年 - 1975年）
- 破れ傘刀舟悪人狩り（1974年 - 1977年）
- 編笠十兵衛 (1974 - 1975年) (9、10話)
- 江戸の旋風(1) (1975年) (23話)
- 遠山の金さん（杉良太郎主演版）（1975年 - 1977年、1979年）
- 隠し目付参上 (1976年) (1、24話)
- 江戸特捜指令 (1976年) (3、14話)
- 八つ墓村 (1978年)
- 西遊記 (1978年) (15、16、25、26話)
- 江戸の牙（1979年）(1、5、9、10、12、13、17、25話)
- 西遊記II (1979年) (18、19、20話)
- 黄金の犬（1980年）
- 炎の犬（1981年）
- 時代劇スペシャル
  - 素浪人罷り通る（1981年）(第1弾)
- 土曜ワイド劇場 (100話以上を監督)
  - 家政婦は見た!シリーズ
  - 松本清張の殺人行おくのほそ道（1983年）
  - 松本清張の溺れ谷（1983年）
- 傑作時代劇（1987年）
  - 雲霧仁左衛門 江戸編・名古屋編
- 白い巨塔（1990年）
- 『終着駅』シリーズ（1990年 - 2022年）
- 松本清張作家活動40年記念・砂の器（1991年）
- 風林火山（1992年）
- 御家人斬九郎 (1997) (3話)